# ایلیو کایسه
ایلیو کایسه (انگلیسی: Iljo Keisse؛ زادهٔ ۲۱ دسامبر ۱۹۸۲) دوچرخه‌سوار اهل بلژیک است.
از باشگاه‌هایی که در آن بازی کرده‌است می‌توان به تیم کوئیک‌استپ فلورز و اسپورت فلاندر-بالوزه اشاره کرد.
وی در مسابقات کشوری و بین‌المللی در مجموع برندهٔ ۱ مدال طلا، ۱ مدال نقره، ۱ مدال برنز شده‌است.